# Rhynchopygia kwangtungialis
Rhynchopygia kwangtungialis är en fjärilsart som beskrevs av Caradja 1934. Rhynchopygia kwangtungialis ingår i släktet Rhynchopygia och familjen mott. Inga underarter finns listade i Catalogue of Life.